# 栃木県道283号仙波葛生線
栃木県道283号仙波葛生線（とちぎけんどう283ごう せんばくずうせん）は、栃木県佐野市内を通過する一般県道である。

## 概要

### 路線データ
- 総延長：10.430km[1]
- 実延長：6.300km[1]
- 起点：栃木県佐野市仙波町
- 終点：栃木県佐野市葛生西3丁目（国道293号交点）
- 認定：1974年（昭和49年）3月29日

## 歴史

### 年表
- 1974年（昭和49年）3月29日 - 一般県道仙波中央西線として認定。
- 2008年（平成20年）4月1日 - 路線名を仙波葛生線に変更[2]。

## 路線状況

### バイパス
正雲寺バイパス
県道秋山葛生線との重複区間のバイパス。鉢木・豊代・仙波の各地区中心部を通過している旧来の道路の西側に整備された。バイパス整備以前は県道秋山葛生線および本県道は県道葛生停車場線交点に直接接続していた。

### 交通量
24時間自動車類交通量（台/日）
- 800（推定値）

### 重複区間
- 栃木県道202号仙波鍋山線（佐野市仙波町）
- 栃木県道200号秋山葛生線（佐野市仙波交差点-国道293号交点[終点]間重複）

## 地理

### 通過する自治体
- 栃木県
  - 佐野市

### 交差する道路
| 交差する道路              | 交差する道路              | 交差点名 | 交差点名            |
| ------------------------- | ------------------------- | -------- | ------------------- |
| 水木町方面市道            |                           |          |                     |
| 県道202号仙波鍋山線       | -                         | 佐野市   | （仙波町地内）      |
| 県道200号秋山葛生線       | 旧道                      | 佐野市   | 仙波                |
| -                         | 県道345号葛生船越線       | 佐野市   | 古越路橋東          |
| 国道293号（葛生バイパス） | 国道293号（葛生バイパス） | 佐野市   | （葛生西3丁目地内） |